# Pelargonium sibthorpiifolium
Pelargonium sibthorpiifolium là một loài thực vật có hoa trong họ Mỏ hạc. Loài này được Harv. mô tả khoa học đầu tiên.